# 2 Reyes 4
2 Reyes 4 es el cuarto capítulo de la segunda parte de los Libros de los Reyes de la Biblia hebrea o Segundo Libro de los Reyes del Antiguo Testamento de la  Biblia Cristiana El libro es una compilación de varios anales que registran los actos de los reyes de Israel y Judá por un compilador deuteronómico en el siglo VII a. C., con un suplemento añadido en el siglo VI a. C. En este capítulo se registran algunos de los actos de Eliseo: la primera parte (versículos 1-7) es cómo ayudó a una pobre viuda de un profeta a pagar las deudas de su familia, la segunda parte (versos 8-37) es cómo ayudó a una familia a tener un hijo, y la tercera parte (versículos 38-44) es cómo ayudó a que la comida de sus discípulos fuera inofensiva para comer, así como a multiplicar una pequeña cantidad de comida para alimentar a unos cien invitados con algunas sobras. 

## Texto
Este capítulo fue escrito originalmente en lengua hebrea y desde el siglo XVI se divide en 44 Versículos.

### Testigos textuales
Algunos de los primeros manuscritos que contienen el texto de este capítulo en hebreo pertenecen a la tradición del Texto Masorético, que incluye el Códice de El Cairo (895), el Códice de Alepo (siglo X) y el Códice Leningradensis (1008).
También existe una traducción al griego koiné conocida como Septuaginta, realizada en los últimos siglos a. C.. Los manuscritos antiguos existentes de la versión Septuaginta incluyen el Codex Vaticanus ('B; {\displaystyle {\mathfrak {G}}}B; siglo IV) y el Codex Alexandrinus (A; {\displaystyle {\mathfrak {G}}}A; siglo V).

## Análisis
La narración pasa bruscamente de una historia bélica que involucra a Israel y Judá a una serie de cuatro episodios a pequeña escala en los que Eliseo realiza milagros para individuos o sus discípulos, los dos primeros de los cuales involucran a mujeres, una pobre y otra rica. En conjunto, este capítulo ofrece una visión sobre el modo de vida de los grupos de profetas, como la comunidad en torno a Eliseo. Parecían llevar una 'existencia eremítica' en zonas desérticas, con necesidades extremadamente modestas, pero tenían seguidores en las ciudades desde donde recibían visitas y a veces realizaban viajes de predicación a las propias ciudades.
El propio Eliseo actúa como un 'templo ambulante, un «tabernáculo» humano que porta la gloria vivificante de Yahvé', suministrando al norte de Israel lo que podrían haber obtenido del templo de Jerusalén: el agua de la vida y la purificación, la comida, el acceso a la presencia de Dios. El agua es un objeto importante, que simboliza la vida de YHWH, que a través de la contribución de Eliseo, el agua en Jericó fue purificada (2 Reyes 2:19-22), el agua vino de la nada para sostener a los ejércitos y los animales de los tres reyes (2 Reyes 3: 20); Naamán fue dirigido al agua de la purificación (2 Reyes 5), una herramienta de hierro se hizo flotar en el agua (2 Reyes 6:1-7), y Joram fue dirigido a dar comida y agua a los soldados arameos (2 Reyes 6:22-23). 
La mujer sunamita incluso prepara un pequeño «templo» para Eliseo en el «aposento alto» (verso 10), donde coloca una cama, una mesa, una silla y un candelabro (en hebreo: menorah); un conjunto de muebles comparables a los del templo de Jerusalén («mesa» por «panes de la proposición»; «silla»/«trono» por «arca»; «cama» por «altar»). Eliseo habla con la mujer a través de su «sacerdote», Giezi (2 Reyes 4:12-13), la sunamita visita al profeta los sábados y las lunas nuevas (4:23; en el Reino del Norte, los sábados y las lunas nuevas suelen guardarse, como demuestra Amós 8 5), y los hijos de los profetas le traen sus primicias (4:42), y lo que Israel espera normalmente en el templo está a disposición de Eliseo; lo que los israelitas esperarían hacer en el templo lo hacen en presencia de Eliseo. 

## Elisa ayuda a una viuda pobre (4:1-7)
La esposa de un profeta discípulo del grupo de profetas de Elisa quedó con una deuda insolvente al morir su marido, y se enfrentó a la presión del acreedor para que entregara a sus hijos como esclavos temporales como pago de las deudas. Se trata de un arreglo legal para el pueblo de Israel (Éxodo 21:2-4; Deuteronomio 15:12), que también se encuentra en todo el antiguo Cercano Oriente. Sin embargo, en tiempos de Eliseo se utilizaba sistemáticamente como método para despojar a los campesinos de sus tierras (Isaías 5:8; Amós 2:6; Miqueas 2:2). En el caso de la viuda, la pérdida del apoyo de sus hijos, después de perder la protección de su marido, arruinaría gravemente su vida. Eliseo, al parecer considerado el líder espiritual de la cofradía de profetas, así como «una especie de jefe de clan con responsabilidad social para con sus miembros», puede que no disponga de los medios materiales, financieros o legales para ayudarla, pero puede hacer milagros; esta vez aumentando lo poco que tiene más allá de toda medida con la ayuda activa de ella y de sus hijos. La viuda mostró su fe en el profeta y en su Dios (véase una estructura similar en 1 Reyes 17:7-16 y Marcos 6:35-44; 8:1-10) y recibió unas tinajas llenas de aceite, por valor de dinero suficiente para aliviar a la mujer y a sus hijos de su difícil situación. Al igual que en la historia anterior de la purificación del agua (2:19-22), Eliseo consigue la ayuda de la persona para la que se va a realizar el milagro.

### Versículo 1
Una mujer de las esposas de los hijos de los profetas clamó a Eliseo, diciendo: «Tu siervo mi marido ha muerto, y tú sabes que tu siervo temía al Señor. Y el acreedor viene a tomar a mis dos hijos como esclavos."“”
- «Temía»: se refiere a «obediencia y lealtad», como un «sano respeto a la autoridad del Señor».[10]

## Eliseo ayuda a una mujer sin hijos a tener un hijo (4:8-37)
.

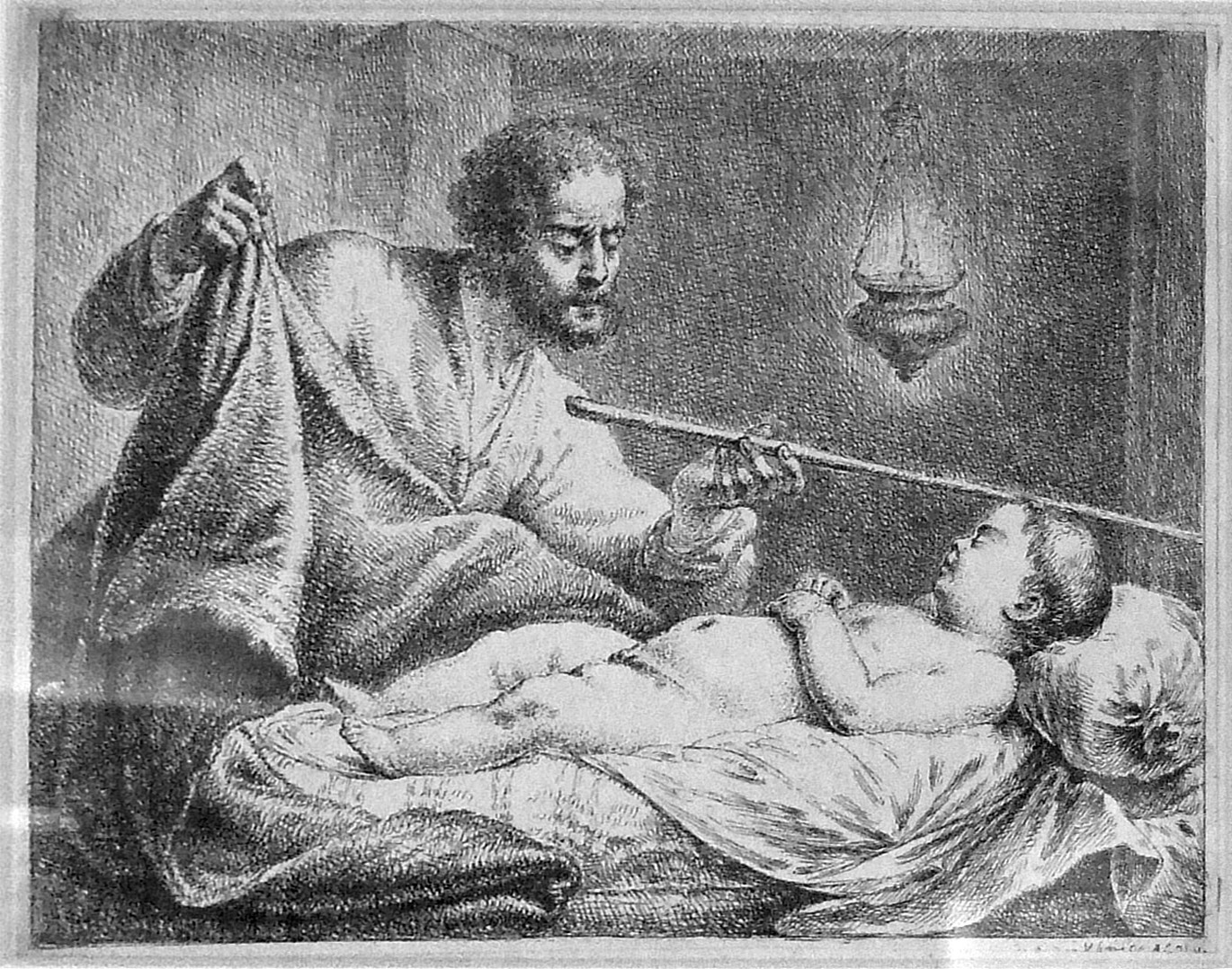
Gehazi intenta despertar al hijo de la mujer sunamita con el bastón de Eliseo

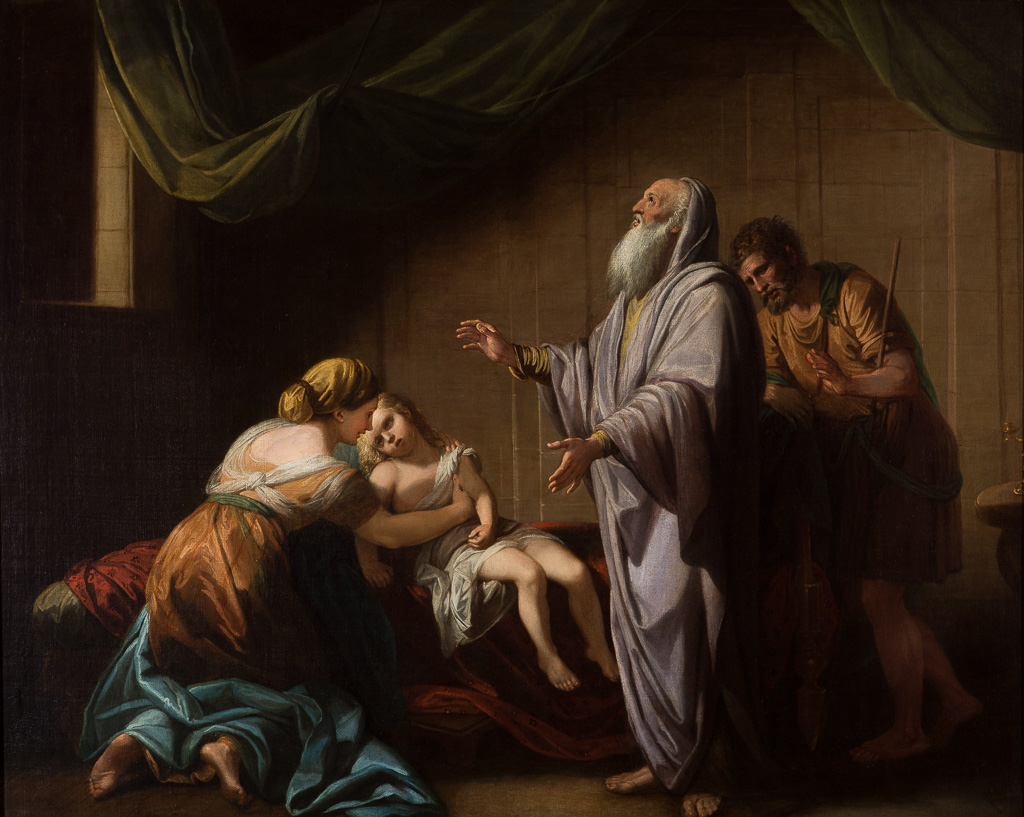
Eliseo levanta al hijo de la mujer de Sunem, Benjamin West, 1765

Comparado con la milagrosa provisión de aceite anterior, el segundo episodio revela interesantes contrastes: «La viuda pobre estaba con dos hijos pero sin comida, pero aquí hay una matrona rica estaba sin hijos pero con mucho que ofrecer a Eliseo. La pobre apeló a Eliseo; la sunamita no pide nada. El milagro del aceite salva a los hijos de la mujer pobre; el milagro del hijo de la sunamita lo lleva a la muerte. Eliseo instruye a la pobre mujer; la sunamita toma cartas en el asunto y obliga a Eliseo a revivir a su hijo muerto». En este episodio, Eliseo es «cogido dos veces desprevenido y debe encontrar rápidamente soluciones a las situaciones que se le presentan». La historia de la mujer y su hijo concluirá en el capítulo 8.

### Estructura de 4:8-37
El acto principal es la apelación de la sunamita a Eliseo y su respuesta, y esto es precedido por tres escenas de fondo, cada una de las cuales comienza con la frase «un día». El episodio puede resumirse como sigue:

I. Antecedentes
A La mujer sunamita prepara un lugar para Eliseo- «un día» (Versículos 8-10)
B Eliseo se enfrenta a la mujer y le promete un hijo que nace-«un día» (Versículos 11-17)
C El hijo muere-«un día» (Versículos 18-20)
II. Primer plano 
A' La mujer sunamita se prepara para su viaje a Eliseo (Versículos 21-25a)
B' La mujer se enfrenta a Eliseo (Versículos 25b-30)
C' Giezi fracasa y Eliseo logra revivir al hijo (versículos 31-37)

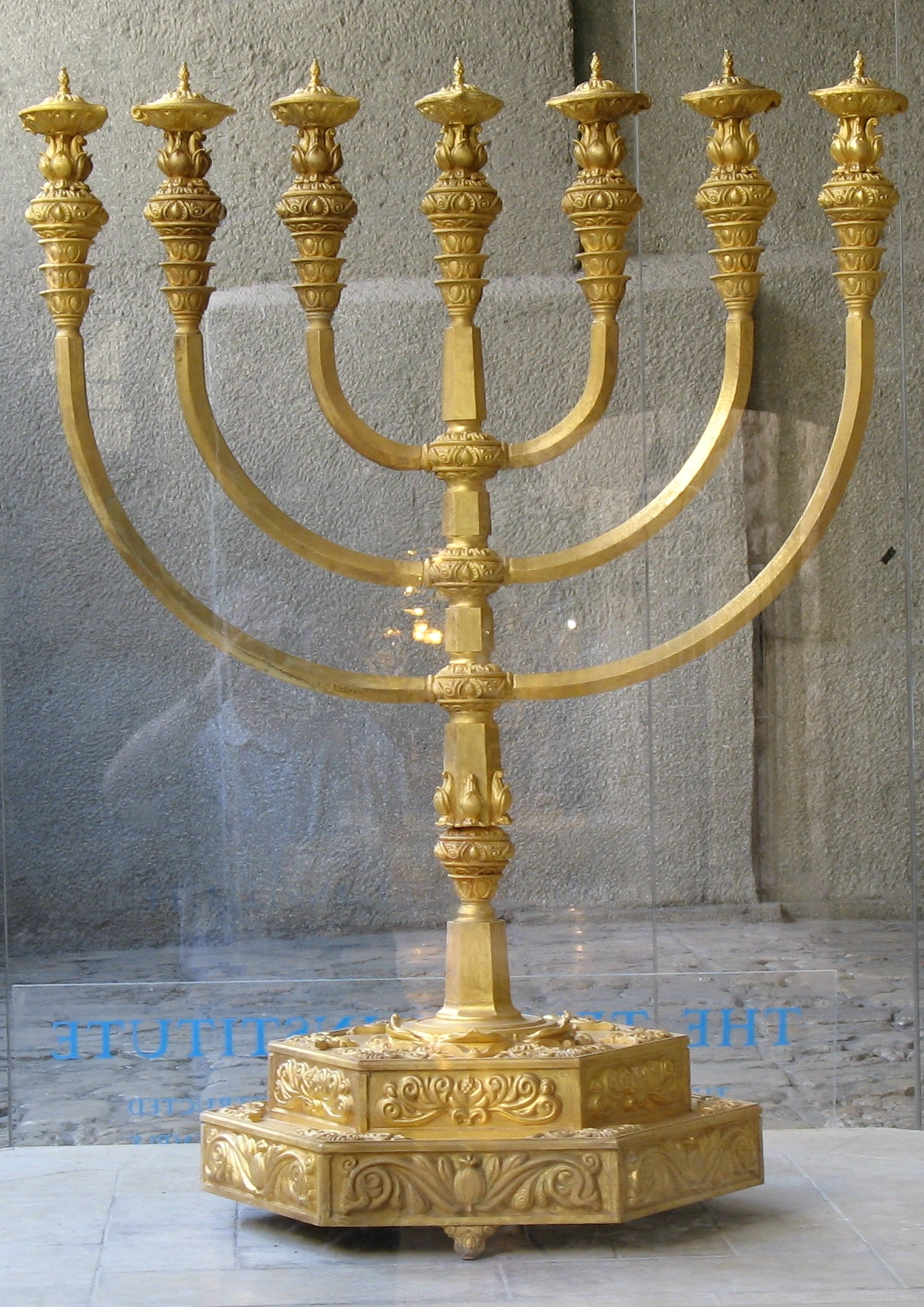
Reconstrucción de una menorah (para el Templo) creada por el Instituto del Templo

### Versículo 8
Sucedió un día que Eliseo fue a Sunem, donde había una mujer notable, y ella lo convenció de que comiera algo. Y cada vez que pasaba por allí, iba a comer algo 
- «Notable»: lit. «grande»;[15] quizás en el sentido de “rico”.[16]
- «Lo persuadió» (RVA; RV: «lo constriñó»): lit..[17]

### Versículo 10
[La mujer dijo a su marido:] «Por favor, hagamos una pequeña habitación superior en la pared; y pongamos allí una cama para él, y una mesa y una silla y un candelabro; así será, siempre que él venga a nosotros, podrá volverse allí.»
- «Una pequeña habitación superior en la pared»: puede traducirse como «una pequeña cámara superior amurallada»[19] o «una habitación superior completamente amurallada»[20]
- «Un candelabro»: de מנורה, mə-nō-w-rāh, «Menorah».[21]

## Eliseo ayuda a los discípulos con las comidas (4:38-44)

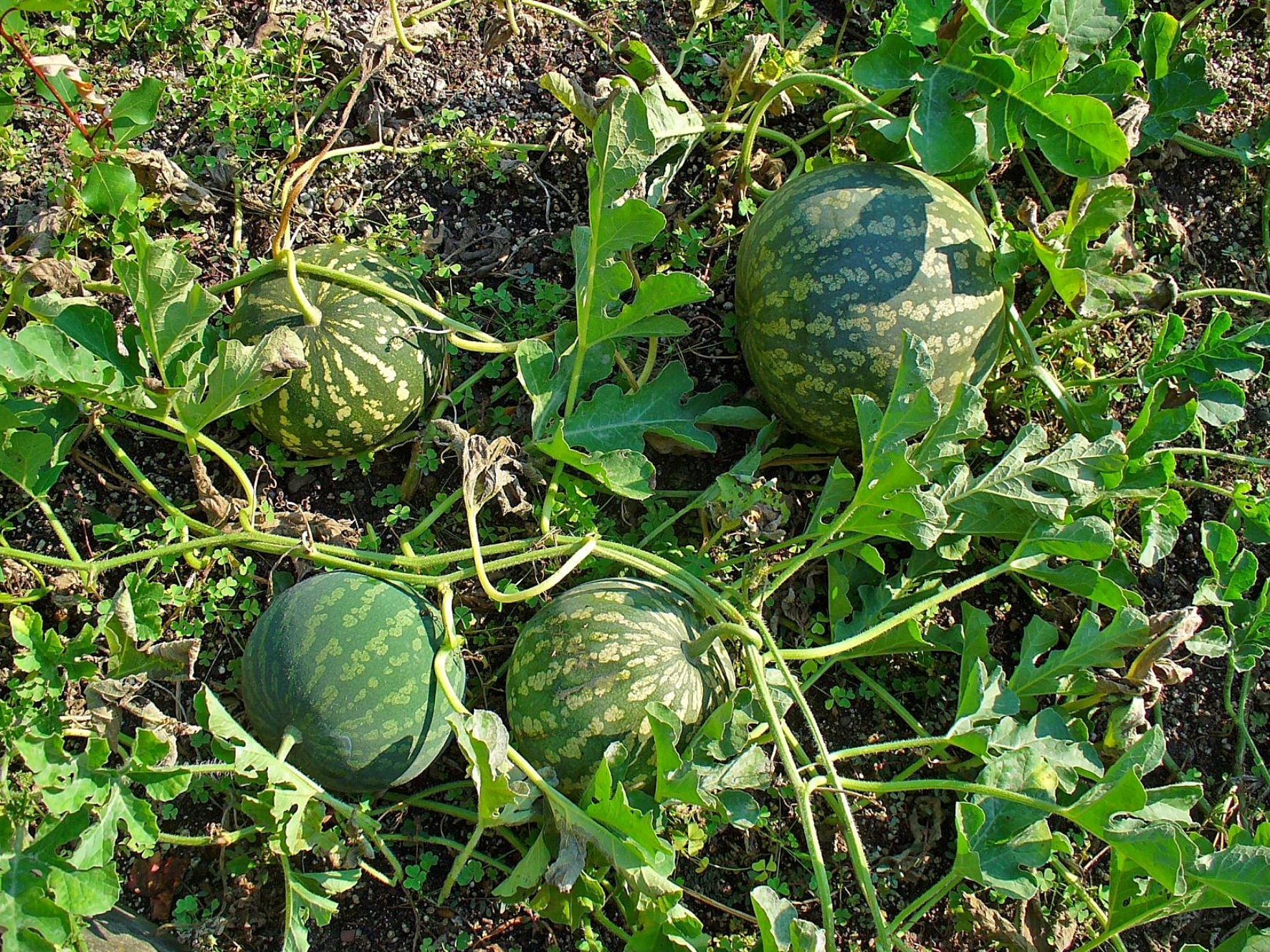
Fruto maduro de Citrullus colocynthis (calabaza silvestre)

El grupo de profetas de la comunidad de Eliseo debe ganarse literalmente la vida a duras penas en la árida zona del valle del bajo Jordán, pero su confianza en YHWH les permite disfrutar de los cuidados divinos. Dos de sus experiencias milagrosas se registran aquí. Un hombre obviamente inexperto encuentra una verdura que no reconoce y la pone en la olla grande para comer, pero resulta tener efectos tóxicos. Eliseo realiza un milagro para hacerlo inofensivo añadiendo una pequeña cantidad de harina (Versículos 38-41). Otro breve episodio en los versículos 42-44 implica la multiplicación de los alimentos (tal como se conoce en el Nuevo Testamento) de un poco que tienen a una cantidad que todos los que tienen hambre pueden ser satisfechos y todavía tener un poco de sobra.

### Versículo 39
Entonces uno salió al campo a recoger hierbas, y encontró una vid silvestre, y recogió de ella un regazo lleno de calabazas silvestres, y vino y las cortó en la olla del guiso, aunque no sabían lo que eran. 
- «Calabazas silvestres»: se identifican como «calabazas silvestres» (Citrullus colocynthis), que «crece en zarcillos planos en lugares áridos y se utiliza como medicina», pero tiene efectos tóxicos cuando se consume en grandes cantidades.[25]

### Versículo 42
Y vino un hombre de Ba'al-shalisha, y trajo al varón de Dios pan de primicias, veinte panes de cebada, y espigas llenas en su saco. Y dijo: Dad al pueblo para que coma.
- «primicias»: El Talmud de Jerusalén (Sanedrín 1:2, página 6a en la edición de Oz ve-Hadar) dice que en Baal-shalisha los frutos maduran antes que en otros lugares, y que se les permitía comer de la cosecha de cebada el día 16 del mes lunar de Nisán, inmediatamente después de que la primera de la cosecha de cebada fuera ofrecida en el Templo. [27] Se dice que dicho incidente ocurrió durante los años de hambruna en el país, y para que el pueblo pudiera comer la nueva cosecha de grano lo antes posible, Eliseo se negó a intercalar ese mismo año añadiendo un mes lunar adicional Adar.[27]

## ¿Casa de Eliseo?
.
.

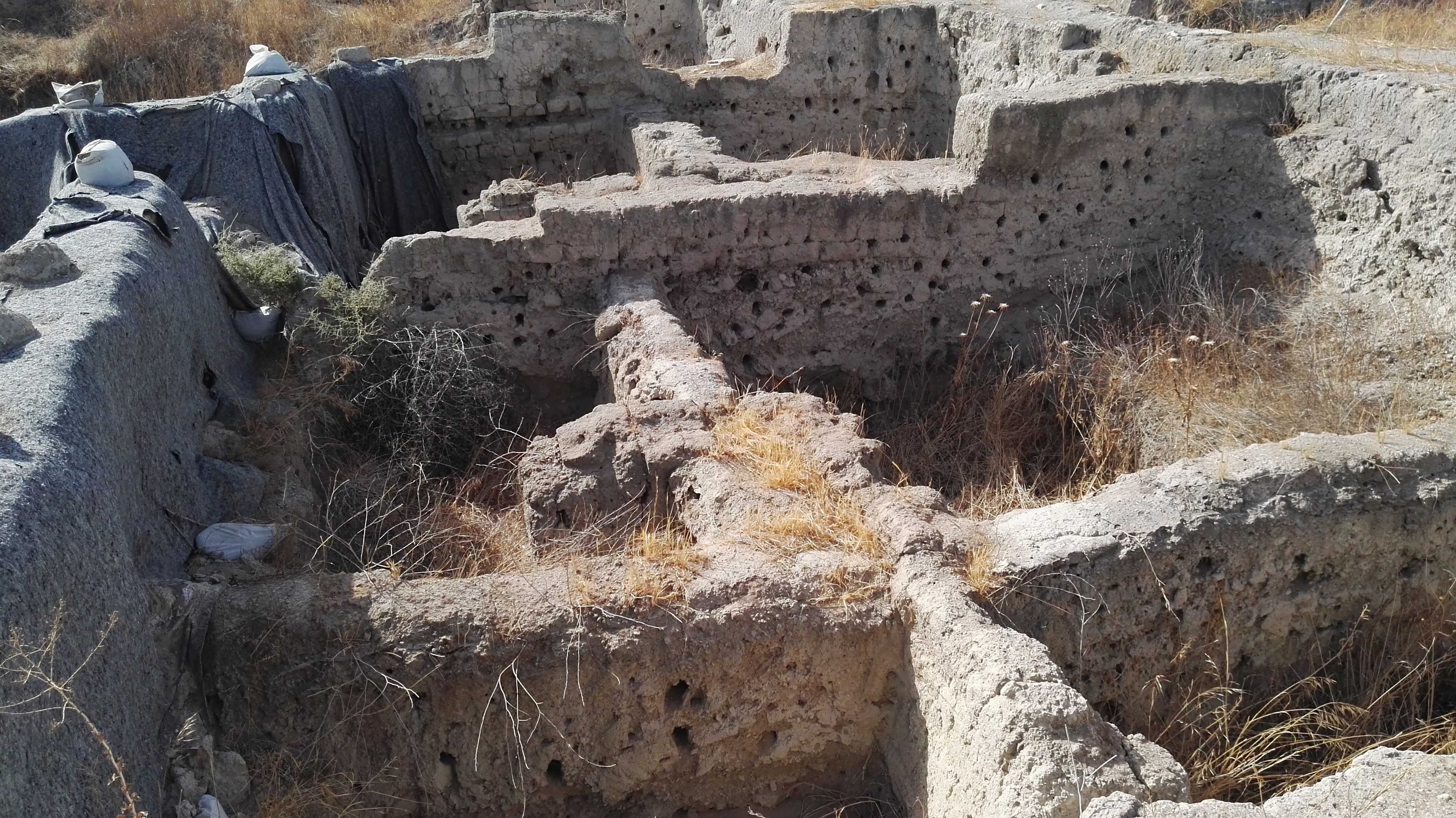
La excavación de Tel Rehov

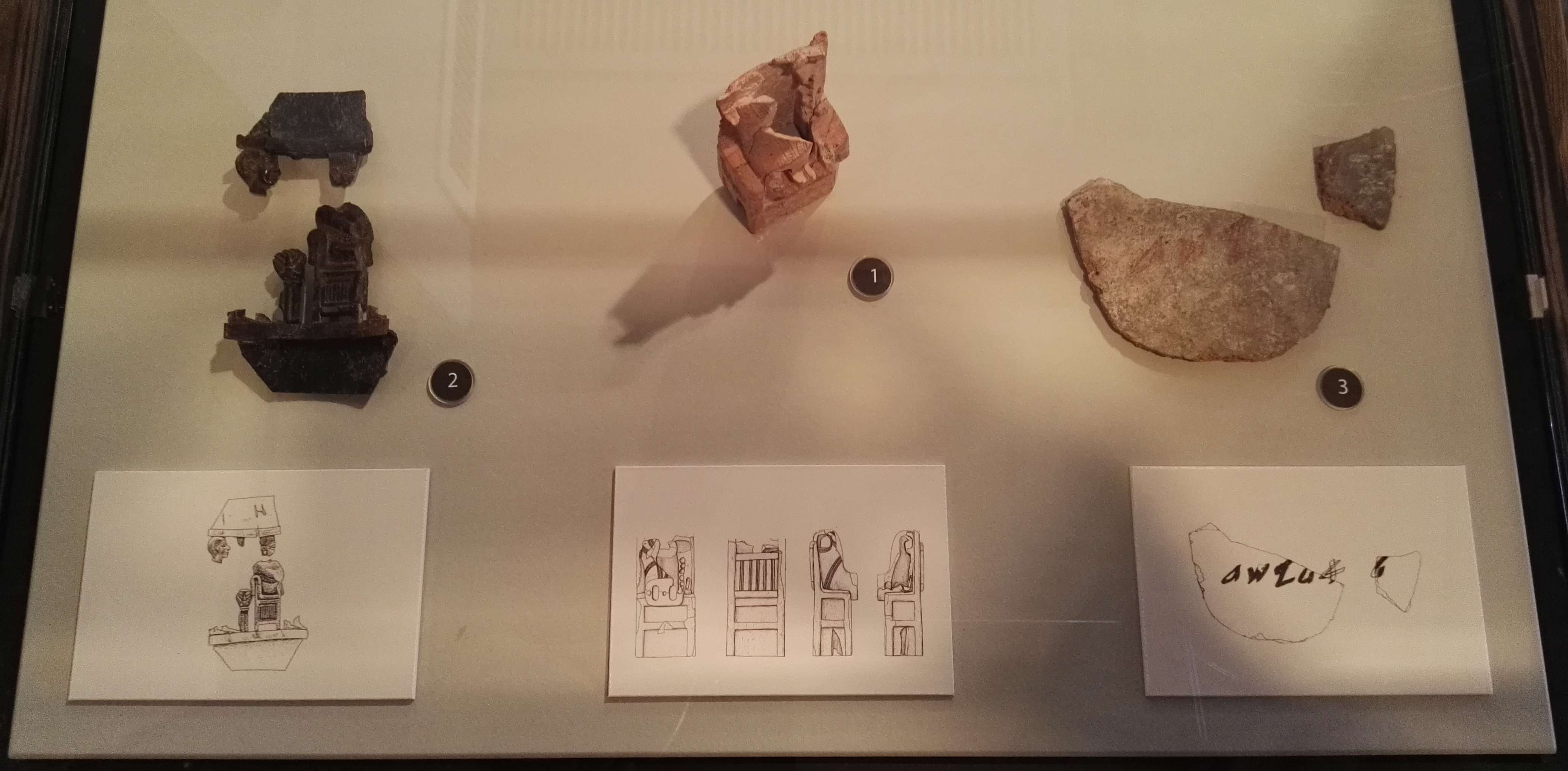
El Óstraco con el nombre «Eliseo» (en escritura paleohebrea) en él procedente de la excavación en Tel Rehov

Durante las excavaciones de 2013 en Tel Rehov, un equipo dirigido por el arqueólogo de la Universidad Hebrea de Jerusalén Amihai Mazar descubrió un fragmento de cerámica (tiesto) con el nombre de «Eliseo», una mesa y un banco en una habitación particular excavada en una ruina datada en la segunda mitad del siglo IX a. C. (el período en el que el profeta Eliseo estuvo activo), que está relacionada con 2 Reyes 4: 8-10.  Además, en las ruinas de otro edificio de Tel Rehov se encontró una tinaja de almacenamiento de la misma época con la inscripción «Nimshi», el mismo nombre que el padre o abuelo del rey del siglo IX Jehú.